# 兼性厭氧菌

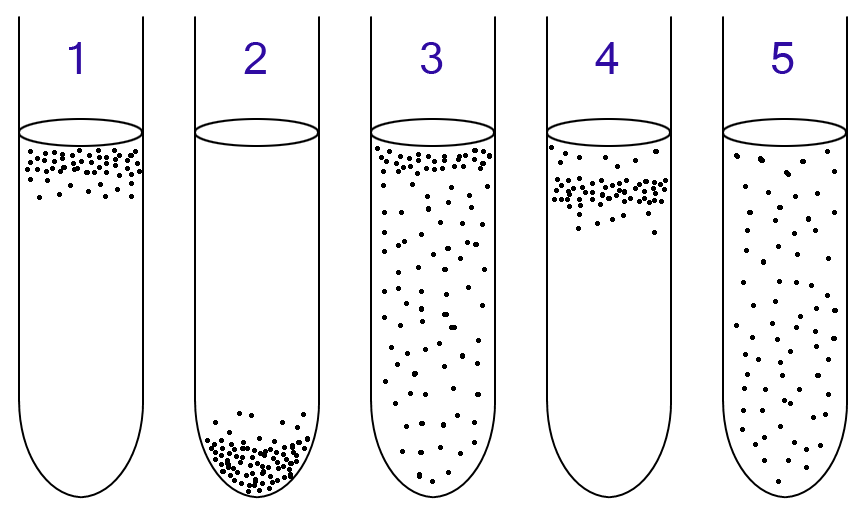
圖為5支培養有不同種類微生物的試管。試管內的培養基為巰基乙酸肉湯。
1中培養的是專性需氧微生物。因為它們不能進行發酵及無氧呼吸，所以它們浮在了氧含量最高的上層。
2中培養的是專性厭氧微生物。因為它們體內因無過氧化氫酶等物質無法在有氧條件下存活，故浮在氧含量最低的下層。
3中培養的是兼性厭氧菌。它們既可以在有氧條件下也能夠在無氧條件下生存，所以它們分佈在試管培養基上的各處。但因為有氧呼吸較無氧呼吸能產生更多的ATP（三磷酸腺苷），故更多的菌體分佈在上層。
4中培養的是微需氧微生物。它們不能進行發酵及無氧呼吸，也不能在高氧濃度環境中存活，故它們浮在試管中上層。
5中培養的是耐氧厭氧生物。這種細菌不能進行有氧呼吸，但卻可以在高氧濃度環境下存活，所以它們均勻地分佈在試管培養基上各處。

兼性厌氧菌是一類既可以進行有氧呼吸，也能夠進行無氧呼吸或發酵的微生物。在氧氣充足時，它們會通過有氧呼吸來產生ATP（三磷酸腺苷），但當氧氣缺乏時，它們的呼吸方式就會變為無氧呼吸 。與其不同，專性需氧微生物在無氧環境下無法產生ATP；專性厭氧微生物則因為無過氧化氫酶等物質而會在有氧環境下死亡。
常見的兼性厭氧菌包括葡萄球菌屬、鏈球菌屬、大腸桿菌、 李斯特菌奧奈達湖希瓦氏菌、弧菌屬等。一些真核生物，比如像酵母菌這樣的真菌亦屬兼性厭氧菌之列。此外，沙蠶等部分水生無脊椎動物的呼吸方式亦與兼性厭氧菌相同。

## 參見

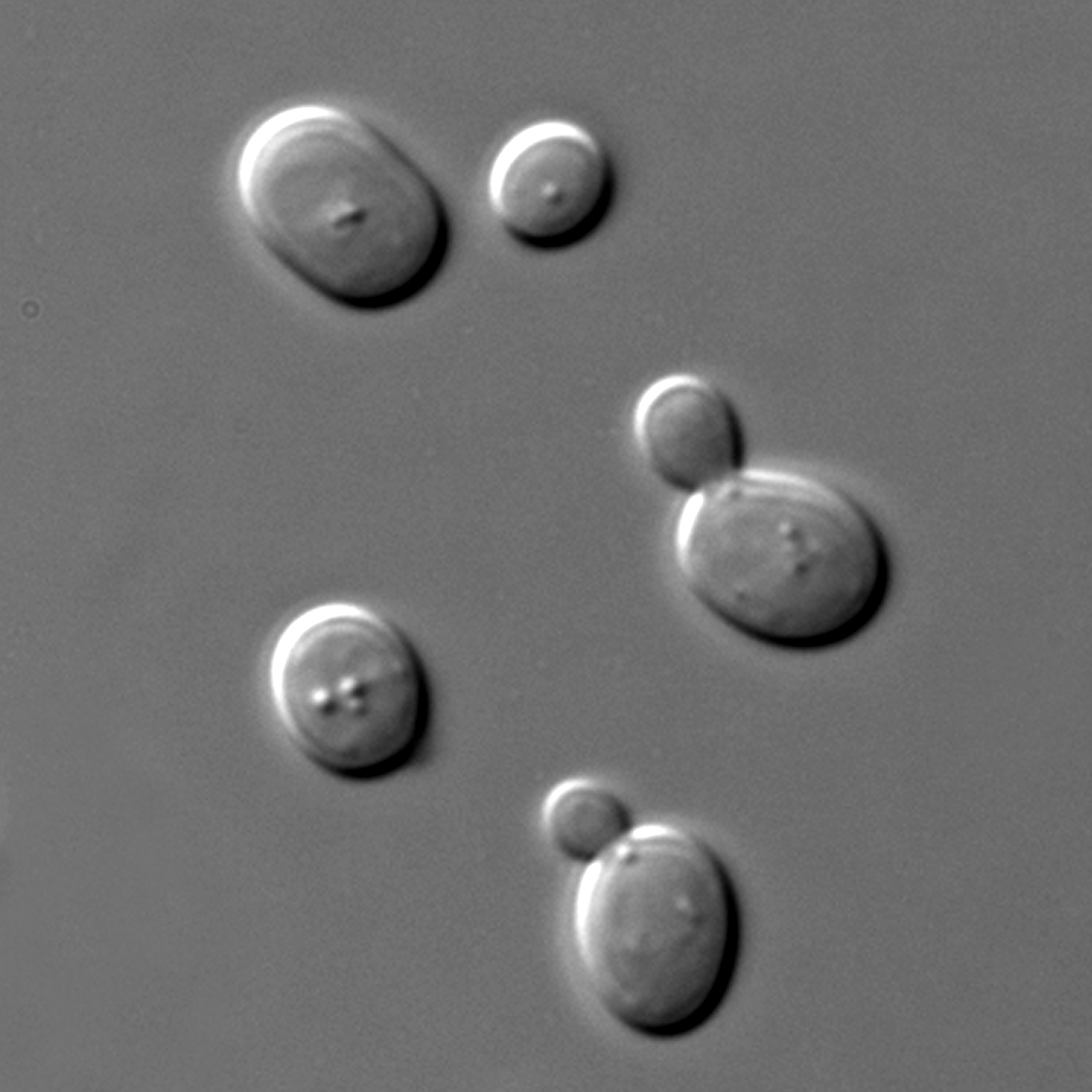
酵母菌係一種典型的兼性厭氧菌